# Yala (provincie)
Yala (Thai: ยะลา; Maleis: Jolor) is een Thaise provincie in het zuiden van Thailand. De naam van de provincie is afgeleid van het woord Yalo dat visnet betekent. De provincie ligt op ongeveer 1084 kilometer van Bangkok. Yala grenst aan Pattani, Narathiwat, Maleisië en Songkhla.

## Provinciale symbolen
|  | Het zegel van de provincie toont een mijnbouwer met simpele werktuigen voor de mijnbouw waaronder schoffels, koevoeten en manden. Van origine was Yala een mijnplaats waar tin en wolfraam gedolven werden. De bergen op de achtergrond zijn deel van een bergketen dat door deze provincie loopt. De provinciale boom is de Saraca declinata, de provinciale bloem is de Mimusops elengi. |

## Geografie
De provincie Yala ligt op het schiereiland Malakka en is de enige provincie in Zuid-Thailand die niet aan de kust ligt, het is een bergachtige provincie. Belangrijke rivieren in de provincie zijn de Pattani (die zijn oorsprong heeft in het district Betong) en de Saiburi.

## Klimaat
De provincie Yala heeft een Moessonklimaat. De gemiddelde jaartemperatuur in de provincie Yala is 30 °C.

## Politiek
De regering heeft in de straten van de plaatsen in de provincie Yala een luidsprekersysteem opgehangen dat van 6 uur 's ochtends tot 6 uur 's avonds nieuwsberichten van de regering brengt. Ook wordt hierop 's ochtends en 's avonds het volkslied gespeeld waaraan iedereen respect moet betonen door te stoppen met hun activiteiten. De regering heeft dit gedaan om een Thais nationalisme in de bevolking boven te brengen.

### Bestuurlijke indeling
De provincie is onderverdeeld in 8 Amphoe (districten). Dezen zijn verder onderverdeeld in 56 tambon (gemeentes) en 341 moobaan (dorpen).
| Amphoe 1. Mueang Yala 2. Betong 3. Bannang Sata 4. Than To 5. Yaha 6. Raman 7. Kabang 8. Krong Pinang |

## Bevolking
De meerderheid, 72%, van de bevolking is van Maleisische afkomst. Chinezen (3%) en etnische Thai vormen een minderheid.
Het vruchtbaarheidscijfer bedraagt 2,5 kinderen per vrouw.

### Religie
De islam is de grootste religie in de provincie Yala (68,9% in 2010). De boeddhisten vormen 31,0% van de bevolking.

## Geschiedenis

### Koninkrijk Pattani
Van oudsher maakte het gebied waarin de huidige provincie Yala ligt sinds de 13e eeuw onderdeel uit van het Koninkrijk Pattani (ook wel sultanaat). De hoofdstad van dit koninkrijk was de stad Pattani. Na een eerste bezetting door het koninkrijk Ayutthaya en een geslaagde opstand na de val van dat koninkrijk in 1767 wordt Pattani en daarmee Yala door koning Rama I definitief bij Siam (tegenwoordig Thailand) gevoegd. In 1785 volgt er nog eenmaal een opstand tegen de Siamese overheersers. In 1816 verdeelt Koning Rama II het koninkrijk Pattani in 7 kleine staten (Patani, Raman, Jalar, Sai, Legeh, Jering en Nongcik) en maakt zo een definitief einde aan de heerschappij van de sultan van Pattani.

### Annexatie door Siam
In 1906 werd Pattani en daarmee hedendaags Yala onderdeel van de Monthon Pattani. Als onderdeel van het verdrag van Bangkok van 1909, gesloten op 10 maart 1909, tussen het Verenigd Koninkrijk en Siam werden de noordelijke delen van het koninkrijk Pattani en daarmee hedendaags Yala definitief door het koninkrijk Siam geannexeerd.

### Onder Siam en Thailand
Samen met de hedendaagse provincie Narathiwat was hedendaags Yala tot 1933 een onderdeel van de provincie Pattani. In dat jaar werd Pattani een zelfstandige provincie.
Na de annexatie zijn er nog diverse opstanden in het gebied geweest van de bevolking om te proberen het weer onafhankelijk te maken van de Thaise overheersers. De overwegend moslim bevolking in het gebied voelt zich achtergesteld ten opzichte van de overwegend boeddhistische bevolking in de rest van het land. Gedurende de jaren zestig, '70 en 80 waren er zowel communistische als islamitische opstandelingen actief in de provincie. In het midden van de jaren 80 na een algemene amnestieverlening van de regering keerden de meeste opstandelingen terug naar huis.

### Recente geschiedenis
In de eerste jaren van de 21e eeuw vinden er verscheidene overvallen plaats op politieposten. Dit zijn echter altijd kleinschalige aanvallen. Op 4 januari 2004 vond er echter een gecoördineerde aanval plaats op meerdere doelen waarbij veel wapens worden geroofd. Hierop wordt de noodtoestand in het gebied uitgeroepen. Het Tak Bai incident in de provincie Narathiwat en andere incidenten zijn het gevolg. Bijna dagelijks vinden er in het gebied aanslagen plaats waarbij vooral boeddhistische monniken, de politie en het leger het doelwit vormen. De opstandelingen willen in het gebied een nieuwe staat genaamd Pattani vestigen.